# Марси (Эна)
Марси́ (фр. Marcy) — коммуна во Франции, находится в регионе Пикардия. Департамент коммуны — Эна. Входит в состав кантона Сен-Кантен-2. Округ коммуны — Сен-Кантен.
Код INSEE коммуны — 02459.

## Население
Население коммуны на 2010 год составляло 157 человек.
| 1962 | 1968 | 1975 | 1982 | 1990 | 1999 | 2010 |
| ---- | ---- | ---- | ---- | ---- | ---- | ---- |
| 192  | 205  | 179  | 169  | 178  | 184  | 157  |

## Экономика
В 2010 году среди 98 человек трудоспособного возраста (15—64 лет) 71 были экономически активными, 27 — неактивными (показатель активности — 72,4 %, в 1999 году было 72,8 %). Из 71 активной жителей работали 70 человек (38 мужчин и 32 женщины), безработной была 1 женщина. Среди 27 неактивных 2 человека были учениками или студентами, 16 — пенсионерами, 9 были неактивными по другим причинам.